# Pakistanische Badmintonmeisterschaft 1964
Die Pakistanische Badmintonmeisterschaft 1964 fand in Rawalpindi statt. Es war die zehnte Austragung der nationalen Meisterschaften von Pakistan im Badminton.

## Titelträger
| Disziplin    | Sieger                   |
| ------------ | ------------------------ |
| Herreneinzel | Nazir Rajput             |
| Dameneinzel  | Talat Sultana            |
| Herrendoppel | Azim Wasti Musarat Wasti |
| Damendoppel  | Elsie Hunt Jamil         |
| Mixed        | Naqi Mohsin Elsie Hunt   |